# Atletismo nos Jogos Pan-Americanos de 1999 - 100 m feminino
As provas dos 100 m feminino nos Jogos Pan-Americanos de 1999 foram realizadas em 24 e 25 de julho de 1999. 

## Medalhistas
| Ouro                        | Prata                              | Bronze                       |
| Chandra Sturrup BAH Bahamas | Angela Williams USA Estados Unidos | Peta-Gaye Dowdie JAM Jamaica |

## Resultados

### Eliminatórias
Classificação: As três primeiras de cada bateria (Q) e as duas próximas mais rápidas (q) classificaram à final.

Vento:Eliminatória 1: +1.4 m/s, Eliminatória 2: -0.4 m/s, Eliminatória 3: +1.1 m/s

| Posição | Eliminatória | Nome                | Nacionalidade         | Tempo | Notas |
| ------- | ------------ | ------------------- | --------------------- | ----- | ----- |
| 1       | 1            | Philomena Mensah    | CAN Canadá            | 11.19 | Q     |
| 2       | 2            | Peta-Gaye Dowdie    | JAM Jamaica           | 11.25 | Q     |
| 3       | 3            | Virgen Benavides    | CUB Cuba              | 11.28 | Q     |
| 4       | 1            | Chandra Sturrup     | BAH Bahamas           | 11.31 | Q     |
| 5       | 2            | Liliana Allen       | MEX México            | 11.40 | Q     |
| 6       | 2            | Lucimar Moura       | BRA Brasil            | 11.42 | q     |
| 7       | 1            | Beverly Grant       | JAM Jamaica           | 11.49 | q     |
| 8       | 1            | Heather Samuel      | ANT Antígua e Barbuda | 11.52 |       |
| 8       | 3            | Angela Williams     | USA Estados Unidos    | 11.52 | Q     |
| 10      | 2            | Cydonie Mothersille | CAY Ilhas Cayman      | 11.53 |       |
| 11      | 3            | Eldece Clarke-Lewis | BAH Bahamas           | 11.58 |       |
| 12      | 1            | Torri Edwards       | USA Estados Unidos    | 11.70 |       |
| 13      | 3            | Mirtha Brock        | COL Colômbia          | 11.74 |       |
| 14      | 1            | Idalia Hechevarría  | CUB Cuba              | 11.87 |       |
| 15      | 3            | Ana Caicedo         | ECU Equador           | 12.05 |       |

### Final
Vento: +1.7 m/s
| Posição          | Nome             | Nacionalidade      | Tempo | Notas |
| ---------------- | ---------------- | ------------------ | ----- | ----- |
| Medalha de ouro  | Chandra Sturrup  | BAH Bahamas        | 11.10 |       |
| Medalha de prata | Angela Williams  | USA Estados Unidos | 11.16 |       |
| 3                | Peta-Gaye Dowdie | JAM Jamaica        | 11.20 |       |
| 4                | Virgen Benavides | CUB Cuba           | 11.28 |       |
| 5                | Philomena Mensah | CAN Canadá         | 11.28 |       |
| 6                | Lucimar Moura    | BRA Brasil         | 11.29 |       |
| 7                | Beverly Grant    | JAM Jamaica        | 11.53 |       |
| 8                | Liliana Allen    | MEX México         | 11.66 |       |